# Visión de la Cruz

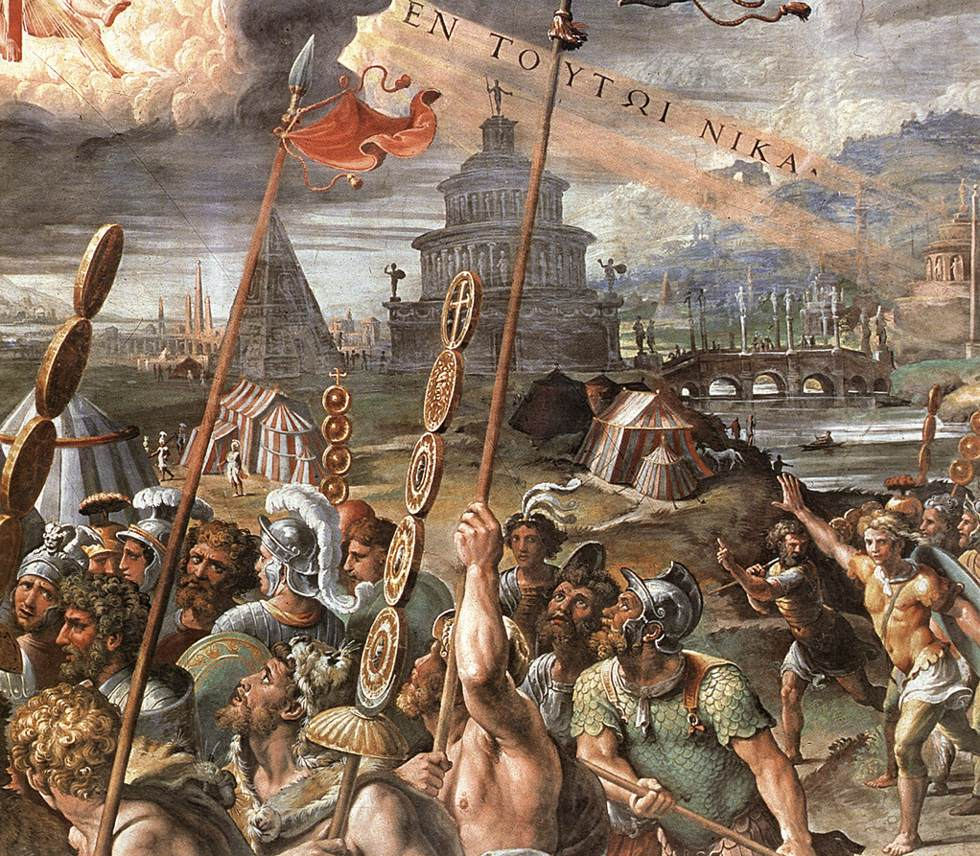
La visión de la Cruz (detalle).

La Visión de la Cruz es una pintura ejecutada entre 1520 y 1524 por ayudantes del artista renacentista italiano Rafael. Después de la muerte de su maestro en 1520, Gianfrancesco Penni, Giulio Romano y Raffaellino del Colle del taller de Rafael trabajaron juntos para acabar el encargo hecho a Rafael para que decorara las habitaciones que hoy son conocidas como Stanze di Raffaello, en el Palacio Apostólico de la Ciudad del Vaticano. Se ubica en la Sala di Costantino («Sala de Constantino»). 
En el fresco, se ve al emperador Constantino I justo antes de la Batalla del Puente Milvio el 28 de octubre de 312. Según la leyenda, una Cruz se le apareció a Constantino en el cielo, pidiéndole que sustituyera las águilas imperiales de las insignias de los soldados por la Cruz cristiana, de manera que con ese signo vencería. Después de este sueño o visión, Constantino adoptó el lema latino «In hoc signo vinces» («Con este signo vencerás»). En el fresco, las palabras están escritas en griego: «Εν τούτω νίκα» («Con esto, vencerás»).
Esta pintura manierista está muy poblada de gente, con una confusa melé y mezcla de imágenes, incluyendo un dragón (en la parte superior derecha), un enano (en la inferior derecha), dos papas (fuera de la escena de la Visión), y varios símbolos. Las proporciones entre los soldados parecen confusas, con algunos empequeñecidos por figuras más distantes. Así ocurre, por ejemplo, con las dos figuras que están justo delante del podio sobre el que está el emperador Constantino.
La Visión de la cruz aparece como una especie de tapiz en trampantojo. A los lados del fresco, fuera de la Visión en sí, están representados dos papas bajo un palio sostenido por pequeños ángeles y acompañados por una figura femenina más pequeña. A la derecha se encuentra, según está escrito en el pedestal, CLEMENS I (Clemente I), acompañado de la MODERATIO (Moderación); la figura que acompaña al Papa de la derecha es la AETERNITAS (la Eternidad). Por encima del tapiz aparece un friso con dos carteles. A la izquierda SIXTUS V PONT MAX («Sixto V, Pontífice Máximo»); a la derecha, ANNO DNI MDLXXXV («año del Señor 1585»).
Al fondo aparece una vista de Roma, en la que los monumentos de la Antigüedad aparecen reconstruidos. A la izquierda, en primer plano, aparece el emperador Constantino, indicando con el brazo la cruz que ve en el cielo.